# Campeonato Argentino Súper 9 2011
El torneo Súper 9 de 2011 fue la primera edición del campeonato organizado por la Unión Argentina de Rugby para las uniones regionales en la tercera división del Campeonato Argentino de Mayores. El torneo se llevó a cabo entre el 31 de marzo y el 2 de abril de 2011, en las instalaciones del Club Los Miuras de Junín, Provincia de Buenos Aires.
Este nuevo formato se estableció el objetivo de fomentar el desarrollo en las uniones de la Zona Estímulo (la tercera división del Campeonato Argentino) por decisión de la Comisión de Competencia y Desarrollo de la Unión Argentina de Rugby. Este torneo permitió que todas las uniones participantes, antes dividas en tres distantes zonas geográficas, puedan reunirse en una sede única y disputar encuentros contra equipos de otras regiones. Los partidos tuvieron un formado reducido, disputándose dos tiempos de 20 minutos y garantizando que cada equipo disputase cuatro encuentros en total. Además, se realizaron cursos y talleres para el desarrollo de jugadores, entrenadores y árbitros.
La Unión Andina de Rugby se quedó con el campeonato al derrotar 3-0 a los anfitriones, la UROBA, en el partido definitorio de la Copa de Oro. La final de facto se decidió a través de un solo penal marcado por Nicolás Avila, jugador de Los Hurones de Catamarca. La Unión de Rugby de Misiones y la Unión de Rugby de Tierra del Fuego se quedaron con la Copa de Plata y la Copa de Bronce, respectivamente.

## Equipos participantes
Disputaron esta edición los seleccionados provenientes de nueve uniones provinciales.
| División          | Equipo           | Unión                                    |
| ----------------- | ---------------- | ---------------------------------------- |
| Súper 9 9 equipos | Andina           | Unión Andina de Rugby                    |
| Súper 9 9 equipos | Formosa          | Unión de Rugby de Formosa                |
| Súper 9 9 equipos | Jujuy            | Unión Jujeña de Rugby                    |
| Súper 9 9 equipos | Lagos del Sur    | Unión de Rugby de los Lagos del Sur      |
| Súper 9 9 equipos | Misiones         | Unión de Rugby de Misiones               |
| Súper 9 9 equipos | Oeste            | Unión de Rugby del Oeste de Buenos Aires |
| Súper 9 9 equipos | San Luis         | Unión de Rugby San Luis                  |
| Súper 9 9 equipos | Santa Cruz       | Unión Santacruceña de Rugby              |
| Súper 9 9 equipos | Tierra del Fuego | Unión de Rugby de Tierra del Fuego       |

## Formato

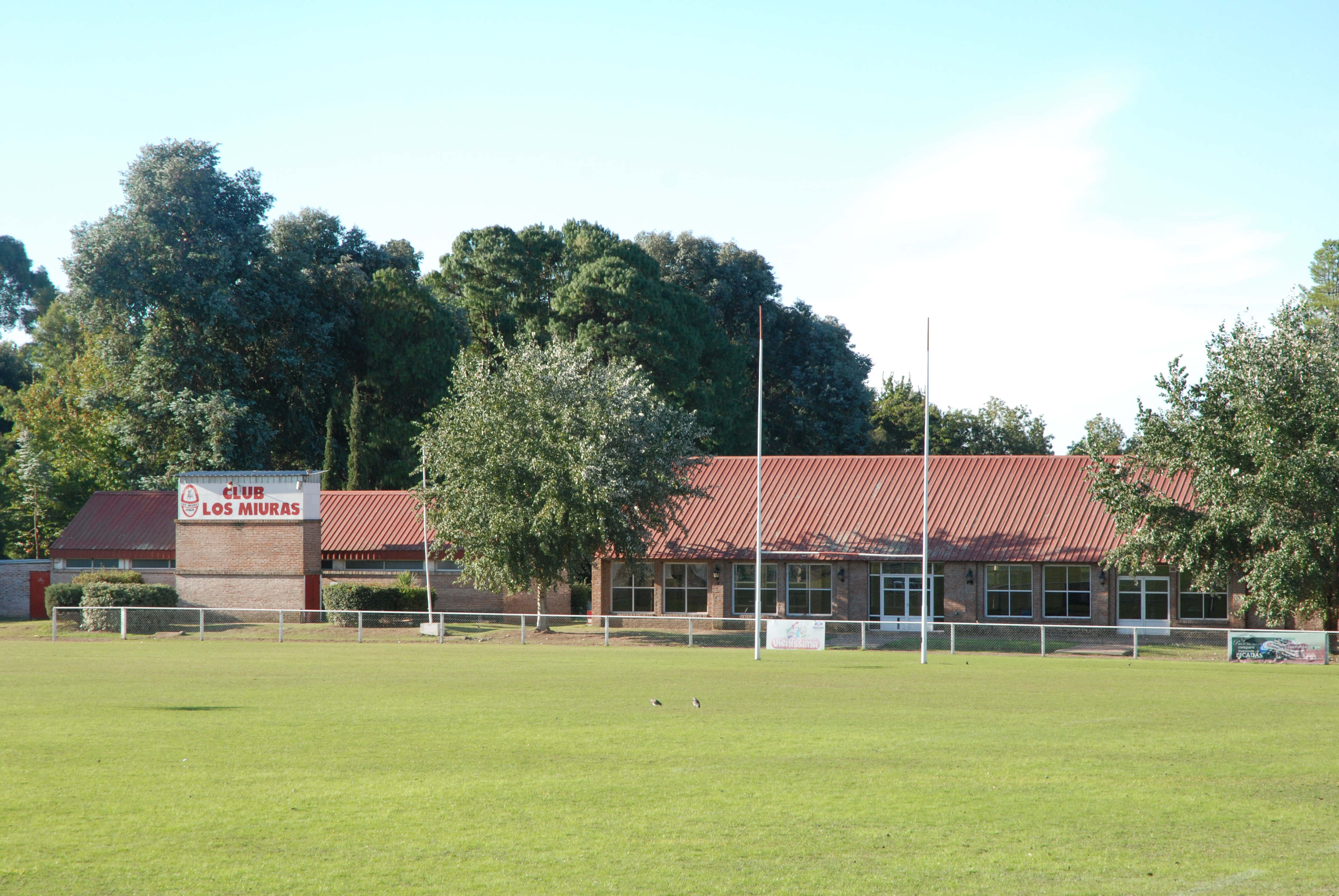
Cancha del Club Los Miuras de Junín, sede del torneo.

El torneo actuó como la Zona Estímulo (tercera división) del Campeonato Argentino de Rugby y estuvo compuesta por nueve equipos.
Primera fase
Durante la primera fase, los nueve equipos fueron divididos en tres zonas de tres equipos cada una. Cada zona se resolvió a través del sistema de todos contra todos a una sola ronda. Se otorgaron 2 puntos por partido ganado, 1 por partido empatado y 0 por partido perdido. No hubo puntos bonus. Los 1.º de cada zona clasificaron a las Copa de Oro, los 2.º a la Copa de Plata y los 3.º a la Copa de Bronce. 
Fase final
La fase final estuvo divida en tres zonas: Copa de Oro, Plata y Bronce. Cada zona se resolvió bajo el mismo formato de la primera fase.  El ganador de cada zona se adjudicó su respectiva copa, con el campeón de la Copa de Oro siendo el campeón del torneo y ascendiendo a la Zona Ascenso del Campeonato Argentino de Rugby de la siguiente temporada.

## Primera fase

### Zona 1
| Pos. | Equipos       | Partidos | Partidos | Partidos | Tantos | Tantos | Tantos | Pts. |
| Pos. | Equipos       | G        | E        | P        | PF     | PC     | DP     | Pts. |
| ---- | ------------- | -------- | -------- | -------- | ------ | ------ | ------ | ---- |
| 1.°  | Lagos del Sur | 2        | 0        | 0        | 44     | 8      | +36    | 4    |
| 2.°  | San Luis      | 1        | 0        | 1        | 22     | 28     | -6     | 2    |
| 3.°  | Formosa       | 0        | 0        | 2        | 13     | 43     | -30    | 0    |

|  | Clasifica a Copa de Oro    |
|  | Clasifica a Copa de Plata  |
|  | Clasifica a Copa de Bronce |

| 31 de marzo | Lagos del Sur | 21 - 8  | Formosa | Club Los Miuras, Junín |  |
|             |               | Reporte |         |                        |  |

| 31 de marzo | San Luis | 22 - 5  | Formosa | Club Los Miuras, Junín |  |
|             |          | Reporte |         |                        |  |

| 31 de marzo | San Luis | 0 - 23  | Lagos del Sur | Club Los Miuras, Junín |  |
|             |          | Reporte |               |                        |  |

### Zona 2
| Pos. | Equipos          | Partidos | Partidos | Partidos | Tantos | Tantos | Tantos | Pts. |
| Pos. | Equipos          | G        | E        | P        | PF     | PC     | DP     | Pts. |
| ---- | ---------------- | -------- | -------- | -------- | ------ | ------ | ------ | ---- |
| 1.°  | Andina           | 2        | 0        | 0        | 43     | 0      | +43    | 4    |
| 2.°  | Misiones         | 1        | 0        | 1        | 7      | 24     | -17    | 2    |
| 3.°  | Tierra del Fuego | 0        | 0        | 2        | 5      | 31     | -26    | 0    |

|  | Clasifica a Copa de Oro    |
|  | Clasifica a Copa de Plata  |
|  | Clasifica a Copa de Bronce |

| 31 de marzo | Andina | 19 - 0  | Misiones | Club Los Miuras, Junín |  |
|             |        | Reporte |          |                        |  |

| 31 de marzo | Tierra del Fuego | 5 - 7   | Misiones | Club Los Miuras, Junín |  |
|             |                  | Reporte |          |                        |  |

| 31 de marzo | Andina | 24 - 0  | Tierra del Fuego | Club Los Miuras, Junín |  |
|             |        | Reporte |                  |                        |  |

### Zona 3
| Pos. | Equipos    | Partidos | Partidos | Partidos | Tantos | Tantos | Tantos | Pts. |
| Pos. | Equipos    | G        | E        | P        | PF     | PC     | DP     | Pts. |
| ---- | ---------- | -------- | -------- | -------- | ------ | ------ | ------ | ---- |
| 1.°  | Oeste      | 2        | 0        | 0        | 50     | 0      | +50    | 4    |
| 2.°  | Jujuy      | 0        | 1        | 1        | 8      | 23     | -15    | 1    |
| 3.°  | Santa Cruz | 0        | 1        | 1        | 8      | 43     | -35    | 1    |

|  | Clasifica a Copa de Oro    |
|  | Clasifica a Copa de Plata  |
|  | Clasifica a Copa de Bronce |

| 31 de marzo | Jujuy | 8 - 8   | Santa Cruz | Club Los Miuras, Junín |  |
|             |       | Reporte |            |                        |  |

| 31 de marzo | Oeste | 35 - 0  | Santa Cruz | Club Los Miuras, Junín |  |
|             |       | Reporte |            |                        |  |

| 31 de marzo | Jujuy | 0 - 15  | Oeste | Club Los Miuras, Junín |  |
|             |       | Reporte |       |                        |  |

## Fase final

### Copa de Oro
| Pos. | Equipos       | Partidos | Partidos | Partidos | Tantos | Tantos | Tantos | Pts. |
| Pos. | Equipos       | G        | E        | P        | PF     | PC     | DP     | Pts. |
| ---- | ------------- | -------- | -------- | -------- | ------ | ------ | ------ | ---- |
| 1.°  | Andina        | 2        | 0        | 0        | 15     | 11     | +4     | 4    |
| 2.°  | Oeste         | 1        | 0        | 1        | 14     | 6      | +8     | 2    |
| 3.°  | Lagos del Sur | 0        | 0        | 2        | 14     | 26     | -12    | 0    |

|  | Campeón Copa de Oro |

| 2 de abril | Andina | 12 - 11 | Lagos del Sur | Club Los Miuras, Junín |  |
|            |        | Reporte |               |                        |  |

| 2 de abril | Oeste | 14 - 3  | Lagos del Sur | Club Los Miuras, Junín |  |
|            |       | Reporte |               |                        |  |

| 2 de abril | Oeste | 0 - 3   | Andina | Club Los Miuras, Junín |  |
|            |       | Reporte |        |                        |  |

### Copa de Plata
| Pos. | Equipos  | Partidos | Partidos | Partidos | Tantos | Tantos | Tantos | Pts. |
| Pos. | Equipos  | G        | E        | P        | PF     | PC     | DP     | Pts. |
| ---- | -------- | -------- | -------- | -------- | ------ | ------ | ------ | ---- |
| 1.°  | Misiones | 2        | 0        | 0        | 33     | 10     | +23    | 4    |
| 2.°  | Jujuy    | 1        | 0        | 1        | 44     | 12     | +32    | 2    |
| 3.°  | San Luis | 0        | 0        | 2        | 0      | 55     | -55    | 0    |

|  | Campeón Copa de Plata |

| 2 de abril | Misiones | 21 - 0  | San Luis | Club Los Miuras, Junín |  |
|            |          | Reporte |          |                        |  |

| 2 de abril | Jujuy | 34 - 0  | San Luis | Club Los Miuras, Junín |  |
|            |       | Reporte |          |                        |  |

| 2 de abril | Misiones | 12 - 10 | Jujuy | Club Los Miuras, Junín |  |
|            |          | Reporte |       |                        |  |

### Copa de Bronce
| Pos. | Equipos          | Partidos | Partidos | Partidos | Tantos | Tantos | Tantos | Pts. |
| Pos. | Equipos          | G        | E        | P        | PF     | PC     | DP     | Pts. |
| ---- | ---------------- | -------- | -------- | -------- | ------ | ------ | ------ | ---- |
| 1.°  | Tierra del Fuego | 2        | 0        | 0        | 40     | 20     | +20    | 4    |
| 2.°  | Santa Cruz       | 1        | 0        | 1        | 42     | 14     | +28    | 2    |
| 3.°  | Formosa          | 0        | 0        | 2        | 19     | 67     | -48    | 0    |

|  | Campeón Copa de Bronce |

| 2 de abril | Formosa | 14 - 31 | Tierra del Fuego | Club Los Miuras, Junín |  |
|            |         | Reporte |                  |                        |  |

| 2 de abril | Formosa | 5 - 36  | Santa Cruz | Club Los Miuras, Junín |  |
|            |         | Reporte |            |                        |  |

| 2 de abril | Tierra del Fuego | 9 - 6   | Santa Cruz | Club Los Miuras, Junín |  |
|            |                  | Reporte |            |                        |  |

## Tabla de posiciones
| 1.° | Andina           | 4 | 0 | 0 | 58 | 11  | +47 | 8 |
| 2.° | Oeste            | 3 | 0 | 1 | 64 | 6   | +58 | 6 |
| 3.° | Lagos del Sur    | 2 | 0 | 2 | 58 | 34  | +24 | 4 |
| 4.° | Misiones         | 3 | 0 | 1 | 40 | 34  | +6  | 6 |
| 5.° | Jujuy            | 1 | 1 | 2 | 52 | 35  | +17 | 3 |
| 6.° | San Luis         | 1 | 0 | 3 | 22 | 83  | -61 | 2 |
| 7.° | Tierra del Fuego | 2 | 0 | 2 | 45 | 51  | -6  | 4 |
| 8.° | Santa Cruz       | 1 | 1 | 2 | 50 | 57  | -7  | 3 |
| 9.° | Formosa          | 0 | 0 | 4 | 32 | 110 | -78 | 0 |

|  | Campeón Copa de Oro y asciende a Zona Ascenso 2012. |
|  | Campeón Copa de Plata.                              |
|  | Campeón Copa de Bronce.                             |

|                |
| Andina Campeón |
| Primer título  |